# ماريتا بريور
ماريتا بريور (بالألمانية: Marita Breuer)‏ (و. 1953  م) هي ممثلة مسرحية، وممثلة أفلام ألمانية، ولدت في دورن.

## وصلات خارجية
- ماريتا بريور على موقع IMDb (الإنجليزية)
- ماريتا بريور على موقع مونزينجر (الألمانية)
- ماريتا بريور على موقع ألو سيني (الفرنسية)
- ماريتا بريور على موقع أول موفي (الإنجليزية)
- ماريتا بريور على موقع قاعدة بيانات الأفلام السويدية (السويدية)
- ماريتا بريور على موقع ديسكوغز (الإنجليزية)
- ماريتا بريور على موقع قاعدة بيانات الفيلم (الإنجليزية)
- ماريتا بريور على موقع كينوبويسك (الروسية)